# Påskefest i et jødisk hjem
|  | Denne artikel er oprettet af botten Steenthbot ud fra en ekstern database. Den kan derfor have sproglige fejl eller mangler. Denne skabelon kan fjernes efter kontrol af indholdet. |

Påskefest i et jødisk hjem er en dansk dokumentarfilm fra 1972 instrueret af Tue Ritzau efter eget manuskript.

## Handling
Indledningsvis fortæller overrabbiner Bent Melchior kort om tankerne bag påskeaftens skikke og deres oprindelse. Han omtaler enkelte ritualer og forklarer deres funktion. Filmens størstedel viser - helt uden kommentarer - en jødisk familie i løbet af påskeaften under festligholdelsen af de hævdvundne skikke.

## Medvirkende
- Bent Melchior